# Pârâul lui Martin, Schitu
Pârâul lui Martin este un curs de apă, afluent al râului Schitu.

## Hărți
- Harta Munții Ceahlău  Arhivat în 28 iunie 2008, la Wayback Machine.